# Gran Paradiso
Gran Paradiso je nejvyšší vrchol (4061 m) pohoří Grajské Alpy ležící v Itálii v regionech Valle d'Aosta a Piemonte. Český název Gran Paradiso znamená Velký ráj a nevztahuje se pouze na jediný vrchol, ale jmenuje se tak také celé území Národního parku Gran Paradiso. Vrchol je sevřen třemi ledovci (Tribolazzione, Laveciau a Gran Paradiso). Výstupy klasickými cestami jsou vysokohorskými túrami. Vrchol patří mezi nejsnadněji dostupné čtyřtisícovky Alp.

## Historie
Hora byla poprvé vylezena v 4. září 1860 průvodci J. Payotem a J. Tairrazem s Johnem Cowellem a W. Dundasem jako klienty (od jihozápadu). „Madonna“ na vrcholu byla vztyčena 4. července 1954, kdy tímto alpští průvodci, alpinisté a kněží, stvrdili, že je Gran Paradiso nejvyšší čtyřtisícovkou ležící pouze na italském území. Severozápadní stěna a levý skalní hřeben byly poprvé vylezeny skupinou: L. Bon, R. Chabot a A. Cretier dne 11. června 1930. Kompletní průstup severozápadní stěnou provedli C. Bertolone, F. Cappa a G. Giorda v roce 1958. Vrcholová madona byla nedávno restaurována ve Florencii.

## Výchozí body
Pont (1960 m)
Malá osada, která je součástí roztroušené obce Valsavarenche ležící ve stejnojmenném údolí. Konec sjízdné silnice vedoucí z Arvieru v údolí Aosty. V okolí velké parkoviště, kemping, hotel a informační středisko. Volné táboření je zakázáno, spaní pod širákem je tolerováno.

Cogne (1534 m)
Cogne je obec s 1469 obyvateli v údolí Valle di Cogne. Obec je výborným odrazovým můstkem k túrám mířícím na Gran Paradiso od východu. Cogne je jedno ze správních měst národního parku. Také zde je na břehu řeky Eyvia k dispozici kemping.

## Výstupové trasy
- Severozápad
Cesta od severozápadu vede od chaty Rif. Chabod - 2750 m. Přístup na chatu Rif. Chabod je přímo od kempu („Gran Paradiso“) v údolí Valsavarenche. Od chaty pokračuje stezka až k ledovci Laveciau (mačky, cepín a lano jsou samozřejmostí vybavení). Ledovec není strmý, chodník však na něm míjí několik velkých trhlin. Takto až na vrchol. Pod vrcholovou pyramidou krátké skalní lezení obtížnosti I-II. UIAA. Délka : Valsavarenche - Rif. Chabod (3 hod.) - Gran Paradiso (4 hod.) - sestup (5 hod.) Celkem 12 hod.
- Jihozápad
Trasa z této strany je daleko frekventovanější. Z Pontu vystoupíme vzorně udržovanou pěšinou až na chatu Rif. Vittorio Emanuele - 2732 m. Chata má 120 lůžek a je majetkem spolku CAI. Vzhledem připomíná letecký hangár. Od chaty se pokračuje sutovištěm až k ledovci Ghiacciao del Gran Paradiso. V sedle se cesta spojí s trasou od chaty Chabod a stejně stoupá na vrchol. Délka : Pont - Rif. Vittorio Emanuele (2 hod.) - Gran Paradiso (4,30 hod.) - sestup (6 hod.) Celkem 12 - 13 hod.
- Východ
Cesta od východu je nejtěžší klasickou turistickou trasou. Je ohodnocena obtížností PD- s lezením ve stupni max. II.UIAA. Cesta vede z Cogne dlouhou dolinou Valnontey. Později prudce stoupá k bivaku Carlo Pol (3183 m). Pokračuje po ledovci Tribolazzione až do sedla pod Roccia Nera (3873 m), kde se spojuje s oběma předešlými stezkami.
- Severozápadní stěna
Ledová stěna vysoká 600 metrů. Oficiální hodnocení obtížnosti je D s maximální strmostí svahu až 55°.
- Východní stěna
Je mixová cesta s výškou stěny 400 metrů. Obtížnost AD+. Trasa výstupu protíná sněhový žleb se strmostí 50°. Nástup z doliny Valnontey přes bivak Carlo Pol.

## Mapy
- Kompass č. 86 (Gran Paradiso) - 1:50 000
- IGC č. 3 (Parco Nazionale del Gran Paradiso) - 1:50 000